# Shaoxing (stacja kolejowa)
Shaoxing (chiń. 绍兴站; pinyin Shàoxīng Zhàn) – stacja kolejowa w Shaoxing, w prowincji Zhejiang, w Chinach. Znajdują się tu 2 perony.